# 중리초등학교 (경남)
중리초등학교는 대한민국 경상남도 창원시 마산회원구 내서읍 호계리에 있는 공립 초등학교이다. 2009년 지금의 위치로 옮기기 이전에는 창원시 마산회원구 내서읍 호원로 177 (중리 391-3)에 위치해 있었으며, 현재는 내서스포츠센터가 들어서 있다.

## 학교 연혁
- 1940년 4월 30일 중리공립심상소학교 개교
- 1941년 4월 1일 중리공립국민학교로 개칭[3]
- 1981년 3월 1일 병설유치원 개원
- 1995년 3월 1일 상일국민학교(27학급) 분리
- 1996년 3월 1일 중리초등학교로 개칭[4]
- 1999년 2월 28일 안평분교장 본교 통합
- 2002년 9월 1일 호계초등학교(21학급) 분리
- 2009년 2월 9일 신축 교사로 이설[5][6](BTL)
- 2011년 8월 30일 중리역사관 개관
- 2018년 9월 1일 제33대 정미란 교장 부임
- 2020년 2월 14일 제75 졸업식(계 72명, 누계 7757명)

## 참고 자료
- 중리초등학교 - 한국교육학술정보원 학교알리미